# 陕西大剧院
陕西大剧院（Shaanxi Opera House）是中国西安的一座剧院，是陕西表演艺术中心的一部分，于2017年10月28日正式开幕

## 建筑
西安音乐厅位于大雁塔旁，为唐代重檐庑殿和单檐歇山大屋顶建筑形式。为了建造跨度五十多米的重檐庑殿钢结构屋面，结构上使用了重963吨5榀拱形钢桁架。
大剧院与旁边的西安音乐厅同属陕西表演艺术中心的一部分。
音乐厅包括1902座的歌剧厅，和525座的戏剧厅。